# توماس بلات
توماس بلات (بالإنجليزية: Thomas Blatt؛ بالبولندية: Thomas Blatt) هو كاتب أمريكي وبولندي، ولد في 15 أبريل 1927 في إزبيكا في بولندا، وتوفي في 31 أكتوبر 2015 في سانتا باربارا في الولايات المتحدة.

## وصلات خارجية
- توماس بلات على موقع IMDb (الإنجليزية)